# Heinäsaari och Peltosaari
Heinäsaari och Peltosaari är en ö i Finland. Den ligger i Nerkoonjärvi och i kommunen Idensalmi i den ekonomiska regionen  Övre Savolax ekonomiska region  och landskapet Norra Savolax, i den centrala delen av landet, 400 km norr om huvudstaden Helsingfors. Öns area är 8,7 hektar och dess största längd är 0,6 kilometer i sydväst-nordöstlig riktning.